# Il marchese del Grillo (dipinto)
Il marchese del Grillo è un dipinto di Antonio Mancini. Eseguito nel 1899, è conservato nella National Gallery di Londra.

## Descrizione
È un ritratto del Marchese Giorgio Capranica del Grillo (1849–1922), egli stesso pittore e mecenate che fu anche patron di Mancini. Fu dipinto usando una "graticola", strumento inventato da Mancini da porsi fra il pittore e il soggetto, ma dal funzionamento non noto esattamente.

## Storia
Il dipinto fu eseguito nel 1889 per essere esposto all'Esposizione Universale di Parigi di quell'anno, cosa che tuttavia non accadde. Fu poi incompresibilmente ridatato dal pittore all'anno 1899. Acquistato dal collezionista Hugh Lane, fu da questi utilizzato come pendant al Ritratto di Eva Gonzalès di Manet, anch'esso poi entrato nella collezione della National Gallery.